# Strop (górnictwo)

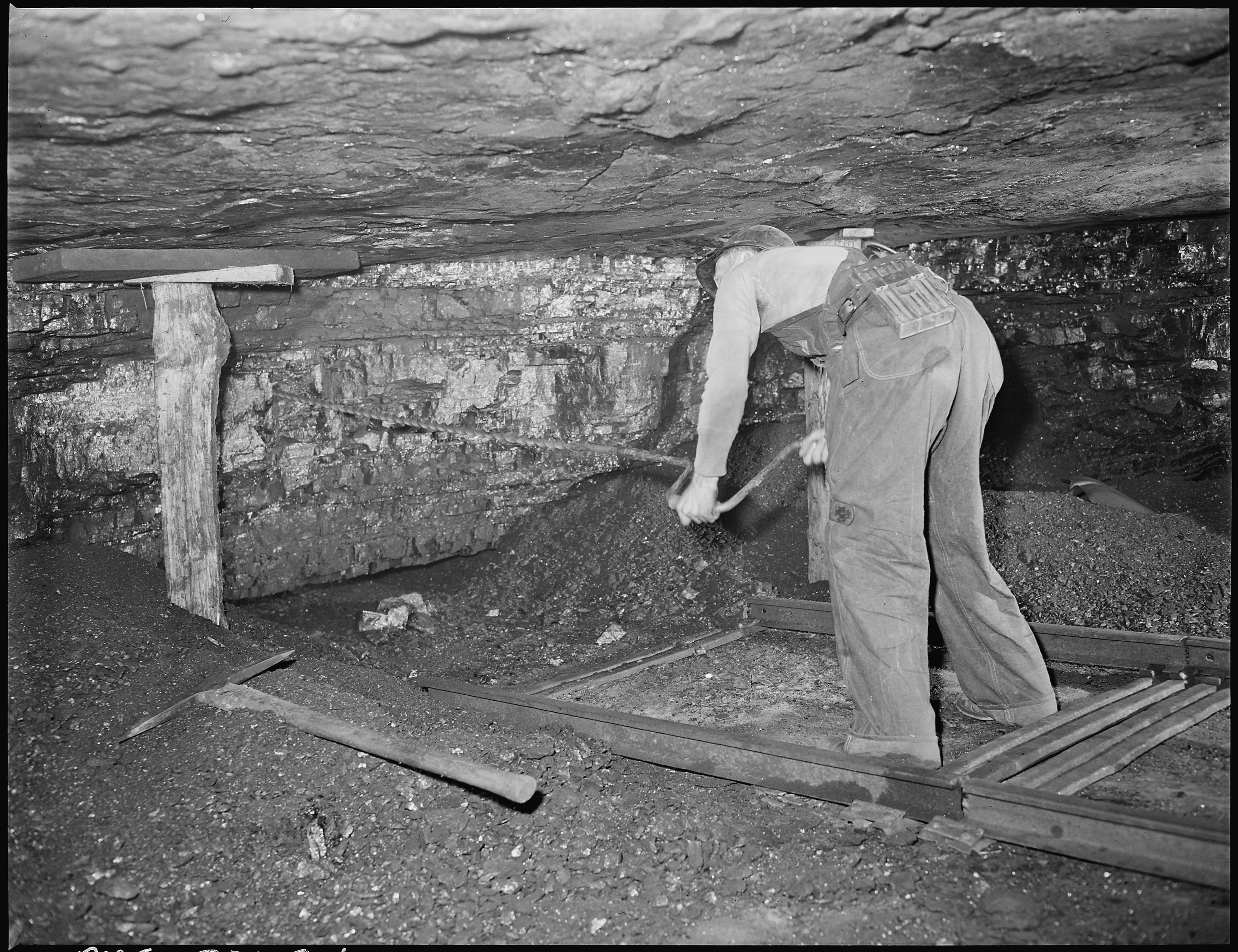
Strop obnażony (nieobudowany) ponad górnikiem-ładowaczem, USA, fot. 1946

Strop (w górnictwie) – 1. warstwy skalne zalegające nad danym pokładem lub żyłą kopaliny użytecznej. Miąższości (grubości) stropu nie określa się sztywno: jest ona każdorazowo tak wielka, jak daleko sięga praktyczne zainteresowanie górnika wybierającego wspomniany pokład lub żyłę. 2. Powierzchnia geometryczna, ograniczająca dany pokład lub żyłę od skał zalegających wyżej.